# Aurora James

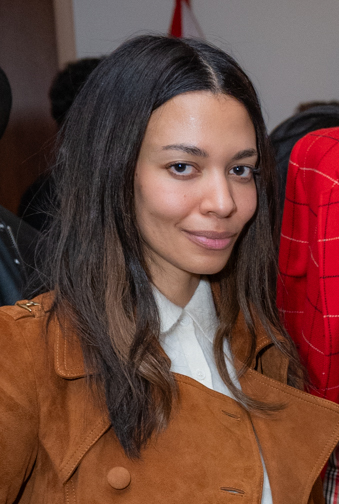
Aurora James, 2024

Aurora James (* 12. Juli 1984 in Guelph, Ontario) ist eine kanadische Modedesignerin und Mode-Unternehmerin. Sie gründete das in New York City ansässige Modeunternehmen Brother Vellies und ist dessen Kreativdirektorin. Brother Vellies bietet vor allem Luxusaccessoires an. Aurora James ist auch als Bürgerrechtsaktivistin hervorgetreten. Sie gründete die gemeinnützige Stiftung 15 Percent Pledge, die sich für die Förderung afroamerikanischer Firmen einsetzt.

## Leben
Aurora James wurde als Tochter eines ghanaischen Vaters und einer kanadischen Mutter geboren. Sie verbrachte ihre Kindheit in Kanada und Jamaika. Sie lebt in New York City.

## Modeunternehmen
James gründete 2013 das Modeunternehmen Brother Vellies mit dem Ziel, afrikanischen Designelementen und Herstellungsmethoden in der Mode Anerkennung am Leben zu erhalten und gleichzeitig Arbeitsplätze im Handwerk zu erhalten bzw. zu schaffen.
Das Unternehmen bietet überwiegend hochpreisige Schuhe und Taschen an. Eine Reihe bekannter weiblicher Persönlichkeiten in den USA tragen diese Modeartikel sowie Kleider, die von Aurora James entworfen wurden, darunter Beyoncé und Solange Knowles. Bei der Met Gala am New Yorker Metropolitan Museum of Art am 14. September 2021 trug die der demokratischen Partei angehörende Politikerin Alexandria Ocasio-Cortez ein von James entworfenes schulterfreies, weißes Abendkleid, dessen Rücken in roten Buchstaben die Aufschrift „Tax the Rich“ („Besteuert die Reichen“) trug. Nachdem James durch das Kleid verstärkt in den Fokus der Medien gekommen war, stellte sich heraus, dass ihr Unternehmen selbst seit 2015 Steuerschulden im sechsstelligen Bereich hat.

## The 15 Percent Pledge

Logo der Stiftung 15 Percent Pledge

Nach der Tötung von George Floyd am 25. Mai 2020 durch Polizeibeamte in Minneapolis und den darauf folgenden Protesten, die zur Black-Lives-Matter-Bewegung führten, wurden in den USA Forderungen laut, dass Wirtschaftsunternehmen mehr für die Durchsetzung von Anti-Diskriminierungspraktiken tun müssten. Da 15 Prozent der US-Bevölkerung Afroamerikaner sind, schlug Aurora James vor, dass sich die im Handel tätigen Firmen öffentlich und verbindlich dazu verpflichten sollten, mindestens 15 Prozent der von ihnen angebotenen Waren von Firmen zu beziehen, die im Besitz von Afroamerikanern sind. Diese Initiative fand großen Widerhall und führte noch im Jahre 2020 zur Gründung der gemeinnützigen Organisation The 15 Percent Pledge Foundation durch Aurora James.
Die Organisation betreibt Lobby-Arbeit, übt sozialen Druck aus, hilft bei der Kontaktanbahnung und der Erstellung von Geschäftsplänen, bietet Informationsveranstaltungen an und führt Audits zur Überprüfung der Einhaltung der Selbstverpflichtung durch. Innerhalb eines Jahres verpflichteten sich 26 große Handelsketten wie Macy’s, Sephora und Gap Inc. zur Teilnahme, wobei 385 afroamerikanische Firmen neu die Möglichkeit bekamen, ihre Waren zu präsentieren. Auch Nicht-US-Firmen traten der Initiative bei. Andere US-Firmen zogen es explizit vor, nicht teilzunehmen.

## Auszeichnungen (Auswahl)
- 2015: CFDA/Vogue Fashion Fund Award[23]
- 2020: Vogue Fashion Award, Kategorie „People“[24]